# 富山市立保内小学校
富山市立保内小学校（とやましりつ やすうちしょうがっこう）は富山県富山市にある公立小学校。

## 校舎概要
現在の校舎は、鉄筋コンクリート造3階建て延床面積5,975m2、体育館は鉄筋コンクリート造（一部鉄骨）、延床面積1,237m2。

## 沿革
個別に出典が提示されている箇所以外の出典→
- 1875年（明治8年）1月12日 - 高善寺村430番地の民家を借り、善里小学校創設。
- 1878年（明治11年）
  - 5月 - 奥田新村（現新田）164番地井沢文三郎宅を借り、九思小学校創設。
  - 7月 - 福島村7,565番地にて、学習小学校創設。
  - 11月 - 善里小学校、館本郷村1972番地に校舎（建坪46坪5合）を新築移転し、付近8ヶ村を通学区域とする。
- 1880年（明治13年）12月 - 九思小学校、奥田新村（現神田）4,583番地に新校舎を建設。
- 1887年（明治20年）3月 - 善里、九思、学習の3小学校を廃校とし、旧善里小学校校舎を襲用して仁知尋常小学校設立し、館本郷簡易小学校を併置。旧学習小学校校舎を襲用して福島簡易小学校を、三田村3,452番地に民家を借りて三田簡易小学校設立。
- 1888年（明治21年）3月 - 福島、三田両簡易小学校を館本郷簡易小学校に併合。
- 1890年（明治23年） - 下高善寺小学校と改称。
- 1892年（明治25年） - 仁和、下高善寺両学校を併合して、保内尋常小学校と改称。
- 1893年（明治26年） - 現在地に移転。
- 1897年（明治30年）4月 - 高等科を併置し、保内尋常高等小学校と改称。
- 1916年（大正5年）7月 - 校舎を新築。
- 1921年（大正10年） - 校舎を増築。
- 1923年（大正12年） - 屋内体操場新築。
- 1941年（昭和16年）
  - 4月 - 保内国民学校と改称。
  - 11月 - 運動場を新設。
- 1947年（昭和22年）4月 - 保内小学校と改称。
- 1957年（昭和32年）12月 - 校舎を新築。
- 1971年（昭和46年） - 水泳プール竣工。
- 1998年（平成10年）7月 - 校舎、体育館完成[2]。ラ
- 1999年（平成11年）
  - 6月 - プール完成[2]。
  - 7月10日 - 校舎、体育館、プールの完成式[2]。

## 通学区域
八尾町高善寺、八尾町舘、八尾町本郷、八尾町田中、八尾町翠尾、八尾町奥田、八尾町奥田夢タウン、八尾町椿寿荘、八尾町三田、八尾町三田城が丘、八尾町平林、八尾町松原、八尾町上新田、八尾町中新田、八尾町下新田、八尾町水谷、八尾町妙川寺（一部を除く）、八尾町妙川寺市営住宅、八尾町石戸、八尾町上高善寺、八尾町保内一丁目、八尾町保内三丁目、八尾町テクノタウン、八尾町水谷望岳台

## 進学先
- 富山市立八尾中学校

## 周辺
- 国道472号